# Liste der denkmalgeschützten Objekte in Thalgau
Die Liste der denkmalgeschützten Objekte in Thalgau enthält die 10 denkmalgeschützten, unbeweglichen Objekte der Gemeinde Thalgau.

## Denkmäler
| Foto |                 | Denkmal                                                                      | Standort                                      | Beschreibung | Metadaten |
| ---- | --------------- | ---------------------------------------------------------------------------- | --------------------------------------------- | --- | --- |
| ja   | Datei hochladen | Bauernhof, Gassengut HERIS-ID: 16860 Objekt-ID: 13128                        | Egg 5 Standort KG: Egg                        | In diesem Haus wohnte die österreichische Malerin Lisl Engels bis zu ihrem Tod 2006. | BDA-Hist.: Q37832889 Status: Bescheid Stand der BDA-Liste: 2025-06-30 Name: Bauernhof, Gassengut GstNr.: .56/1                                        |
| ja   | Datei hochladen | Hundsmarktmühle HERIS-ID: 16862 Objekt-ID: 13130                             | Seestraße 20 Standort KG: Egg                 | Die Mühle stammt aus dem 16. Jahrhundert. In dem Gebäude befindet sich ein wassergetriebenes Mühlrad, ein kompletter Mahlgang sowie ein Backofen. Auf dem Gelände befindet sich auch eine Kugelmühle. Das Anwesen wurde 1989 der Marktgemeinde Thalgau erworben und restauriert; 1994 wurde hier ein Museum und ein Veranstaltungsort eröffnet. Museumsschwerpunkt ist der Weg vom Korn zum Brot, zudem wird hier die Ortsgeschichte dokumentiert. | BDA-Hist.: Q37832901 Status: § 2a Stand der BDA-Liste: 2025-06-30 Name: Hundsmarktmühle GstNr.: 371/1 Hundsmarktmühle                                 |
| ja   | Datei hochladen | Burgruine Wartenfels HERIS-ID: 16861 Objekt-ID: 13129                        | östlich Vordereggstraße 30 Standort KG: Egg   | → Hauptartikel : Ruine Wartenfels (Thalgau) f1 | BDA-Hist.: Q2175483 Status: Bescheid Stand der BDA-Liste: 2025-06-30 Name: Burgruine Wartenfels GstNr.: 807/8 Ruine Wartenfels, Thalgau               |
| ja   | Datei hochladen | Ehem. Zinnoxidwerk HERIS-ID: 16834 Objekt-ID: 13102                          | Unterdorf 39 Standort KG: Enzersberg          | | BDA-Hist.: Q37832312 Status: Bescheid Stand der BDA-Liste: 2025-06-30 Name: Ehem. Zinnoxidwerk GstNr.: 3007                                           |
| ja   | Datei hochladen | Mautmühle Rad an der Saag HERIS-ID: 15029 Objekt-ID: 11267                   | Sagerstraße 19 Standort KG: Thalgau           | Bereits im 13. Jahrhundert wurde in Thalgau das Wasser der Brunnbaches in einen künstlich angelegten Graben, den Mühlbach, umgeleitet. An diesem Mühlbach befanden sich drei Mühlen, die Spannsag am Zehenthof, der Poschinger Eisenhammer und das eingehengte Mühlrad an der Sag, ein Sägewerk. Heute wird hier mit dem Wasser eine Turbine zur Stromerzeugung angetrieben.                                                                       | BDA-Hist.: Q37769204 Status: Bescheid Stand der BDA-Liste: 2025-06-30 Name: Mautmühle Rad an der Saag GstNr.: 149 Mautmühle Rad an der Saag           |
| ja   | Datei hochladen | Kath. Pfarrkirche hl. Martin HERIS-ID: 16833 Objekt-ID: 13101                | Fuschler Straße Standort KG: Thalgau          | Erstmals wurde die Pfarrkirche um 730 urkundlich erwähnt. Durch Grabungen konnte man Teile bis zur frühesten Kirche freilegen. Die jetzige barocke Hallenkirche entstand zwischen 1745 und 1755 durch den Baumeister Tobias Kendler. Der Bildhauer Sebastian Eberl und der Maler Benedikt Werkstätter gestalteten den Innenraum. Im Inneren der Kirche findet man mehrere Nebenaltäre.                                                             | BDA-Hist.: Q37832273 Status: § 2a Stand der BDA-Liste: 2025-06-30 Name: Kath. Pfarrkirche hl. Martin GstNr.: 59 Pfarrkirche hl. Martin, Thalgau       |
| ja   | Datei hochladen | Pfarrhofkapelle hl. Kreuz/Dechanthofkapelle HERIS-ID: 16837 Objekt-ID: 13105 | Pfarrhofallee 7 Standort KG: Thalgau          | → Hauptartikel : Dechanthofkapelle (Thalgau) f1 | BDA-Hist.: Q64512611 Status: § 2a Stand der BDA-Liste: 2025-06-30 Name: Pfarrhofkapelle hl. Kreuz/Dechanthofkapelle GstNr.: 277/25 Dechanthof Thalgau |
| ja   | Datei hochladen | Dechanthof HERIS-ID: 16869 Objekt-ID: 13137                                  | Pfarrhofallee 7 Standort KG: Thalgau          | → Hauptartikel : Dechanthof (Thalgau) f1 | BDA-Hist.: Q1181790 Status: § 2a Stand der BDA-Liste: 2025-06-30 Name: Dechantshof GstNr.: 277/25 Dechanthof Thalgau                                  |
| ja   | Datei hochladen | Gerichtskapelle HERIS-ID: 16842 Objekt-ID: 13110                             | bei Wartenfelserstraße 1 Standort KG: Thalgau | Die Kapelle ist mit G. H. bezeichnet und stammt von 1685. Die Kapelle ist ein kleiner Nischenbau mit geschwungenem Zeltdach und beherbergt eine spätbarocke Figur des gegeißelten Heilands (Heiland in der Wies). Die Türflügel sind mit dem hl. Florian und der hl. Brigitta bemalt. 1969 wurde sie restauriert, ist aber wieder renovierungsbedürftig.                                                                                           | BDA-Hist.: Q37832482 Status: § 2a Stand der BDA-Liste: 2025-06-30 Name: Gerichtskapelle GstNr.: 816/3 Gerichtskapelle Thalgau                         |
| ja   | Datei hochladen | Ehem. Bezirksgericht, ehem. Pflegegericht HERIS-ID: 16841 Objekt-ID: 13109   | Wartenfelserstraße 7 Standort KG: Thalgau     | Das Gerichtsgebäude aus dem 18. Jahrhundert ist ein einfacher kubischer Bau mit Walmdach. Das Innere weist Gewölbe mit Stichkappentonnen auf. | BDA-Hist.: Q17122463 Status: Bescheid Stand der BDA-Liste: 2025-06-30 Name: Bezirksgericht (ehem. Pfleggericht) GstNr.: 304/3 Bezirksgericht Thalgau  |